# Club Deportivo Espoli
Maillots
Actualités
Dernière mise à jour : 13 août 2011.
Le Club Deportivo Espoli (Escuela Superior de Policía) est un club équatorien de football basé à Quito.

## Repères historiques
5 février 1986: Création du club

1993: Promotion en Serie A

2004: Relégation en Serie B

2005: Promotion en Serie A

2006: Relégation en Serie B

2007: Promotion en Serie A

2011: Relégation en Serie B